# El Guabo (cantão)
El Guabo é um cantão do Equador localizado na província de El Oro.
A capital do cantão é a cidade de El Guabo.